# 夜の名曲
夜の名曲（よるのめいきょく）は、新日本放送 → 毎日放送（現:MBSラジオ）で、1952年9月8日から1959年6月29日の間毎日、23時30分から24時00分（原則。実際には、曲目終了まで。)まで放送された、クラシック音楽のレコードを放送する番組である。福音電機（現：パイオニア）の一社提供。

## 概要
以下の文は、1961年に毎日放送が発行した、「毎日放送十年史」の69,70ページに、当番組について詳しく記されているので、それを基にまとめた記述である。
1952年、開局して間もない当時の新日本放送のレコード音楽番組の1つで、同年3月10日から開始した番組「世界の交響楽団」と並んで、SPやLPのクラシックレコードを放送していた。当初、「世界の交響楽団」は、クラシック・オーケストラの演奏又は伴奏による曲（交響曲、管弦楽曲、協奏曲、声楽曲等）を扱っていたのに対し、この番組は、器楽による独奏・重奏・室内楽・オーケストラ伴奏でない声楽曲を扱っていた。
毎日23時30分に放送を開始し、原則は30分の放送であるものの、この番組が1日の放送の最後の番組であることから、1曲の完全な放送を行うことを原則としていた為、随時、曲目の終了まで、放送時間を延長していた。
「世界の交響楽団」が1955年7月26日に終了すると、その番組で扱っていたオーケストラ関係の曲も扱うようになった。それからは週に1回、現代音楽特集も組み、東京地区の評論家や前衛的な作曲家、現代音楽愛好の演奏家の解説により、新しい音楽を紹介した。
又、この番組の出現を契機として、番組を制作した新日本放送→毎日放送（1958年6月1日社名変更）の本社や支社に於いて、海外のレコードの蒐集が活発に行われたことで、番組の内容が益々充実したという。
番組のテーマ曲には、ヴィオッティ作曲 ヴァイオリン協奏曲第22番 第1楽章の始めを使ったのが聴取者には好評で、北は北海道の稚内から南は鹿児島県まで、この番組が充分に聴取できたとの投書と共に、番組のテーマ曲の問い合わせも頻々ともたらせれた。

## テーマ曲
ヴィオッティ作曲 ヴァイオリン協奏曲第22番 第1楽章
ペーター・リバール(ヴァイオリン) クレメンス･ダヒンデン指揮 ヴィンテルトゥール交響楽団（米ウェストミンスター原盤）